# 449
| [ Edytuj tabelę ] |                           |
| Cesarz Bizancjum  | - 408 Teodozjusz II 450   |
| Król Franków      | - 447 Meroweusz 457       |
| Władca Guptów     | - 414 Kumaragupta 455     |
| Chan Hunów        | - 434 Attyla 453          |
| Władca Korei      | - 413 Changsu 491         |
| Król Munsteru     | - 431 Nad Froích 453      |
| Papież            | - 440 Leon I 461          |
| Król Persji       | - 439 Jezdegerd II 457    |
| Cesarz Rzymu      | - 425 Walentynian III 455 |
| Król Wandalów     | - 428 Genzeryk 477        |
| Król Wizygotów    | - 419 Teodoryk I 451      |

Rok 449 / CDXLIX
stulecia: IV wiek ~
V wiek ~
VI wiek

lata: 439 «
444 «
445 «
446 «
447 «
448 «
449
» 450
» 451
» 452
» 453
» 454
» 459

## Wydarzenia
- 8 sierpnia – rozpoczął się Sobór efeski II.

## Urodzili się
- Kawad I – szach Persji (zm. 531)

## Zmarli
- 5 maja – Hilary z Arles, biskup Arles, święty (ur. ok. 401)

- (447/449) Klodian – jeden z przypuszczalnych pierwszych królów Franków salickich (ur. ok. 395)

- Areobind – konsul rzymski w roku 434, naczelny wódz armii wschodniorzymskiej w latach 434-449